# Aní gros
L'aní gros (Crotophaga major) és una espècie d'ocell de la família dels cucúlids (Cuculidae) que habita boscos a prop de pantans i aiguamolls des de l'est de Panamà, nord de Colòmbia, Veneçuela, Trinitat, Guaiana i nord del Brasil, cap al sud, fins al nord de l'Argentina.